# Ромил Видински
Свети Ромил Видински (* XIV век, Бдин; † 1375, Раваница), или Ромил Бдински, име по рождение Руско, е български православен монах и светец.

## Произход и религиозна дейност
Роден е в Бдин (днешен Видин). Майка му е българка, а баща му е грък. При кръщението му е наименуван Руско.
Заможността на родителите и неговата даровитост му дават възможност да получи добро образование. Когато пораства, родителите му искат да го задомят, но той избягва тайно от тях в столицата Търново. В манастира „Св. Богородица Пътеводителка“ е постриган за монах с името Роман. Неговото безпрекословно послушание и благоговението му пред Бога са известни на всички братя в Търновската света гора и в местността Устие, обитавани от множество монаси, които започват да го наричат Калороман по гръцки (Добрият Роман на български).
Ромил научава, че известният подвижник на благодатното безмълвие (исихазъм) и богосъзерцание свети Григорий Синаит е пристигнал да живее на българска земя в местността Парория (пригранична) на границата между България и Византия. Роман оставя всичко и заминава при Григорий Синаит в неговия Парорийски манастир, където е приет добре и е обучен в добродетели на истинския духовен живот.
Османските нашествия, разбойническите нападения, смъртта на св. Григорий Синаит го заставят да се завърне във вътрешността на България, но желанието за усамотение и безмълвие го връщат отново в Парория, където приема велика монашеска схима с името Ромил. После заминава с ученика си Григорий (който след неговата смърт написва житието му) за Атонската Света гора, където в местността Мелания се подвизава много време и събира монашеско братство.
След злополучната за християните битка с турците при река Марица на 26 септември 1371 г. Ромил, като мнозина други, е принуден да напусне Атон, да се пресели с учениците си в Авлона (близо до Драч), а оттам – в манастира „Св. Възнесение“ (Раваница) на 10 километра североизточно от град Чуприя (дн. Сърбия), където скоро след това почива на 16 януари 1375 г.
В България няма нито един храм, посветен на свети Ромил Видински. Паметта му се почита по-специално в град Видин и Видинска епархия на 16-ти януари.